# Green Bay Packers 1979
La stagione 1979 dei Green Bay Packers è stata la 59ª della franchigia nella National Football League. Sotto la direzione del capo-allenatore al quinto anno Bart Starr, la squadra terminò con un record di 5-11, chiudendo quarta nella Central Division. L’attacco continuò a essere uno dei peggiori della NFL mentre la difesa finì ultima contro le corse.
L’unica vittoria degna di nota per i Packers fu un 27-14 nel Monday Night Football contro i New England Patriots, la prima gara notturna al Lambeau Field (le precedenti gare serali si erano tenute al Milwaukee County Stadium per l’insufficiente impianto in illuminazione dello stadio di Green Bay). I Packers batterono inoltre gli arcirivali dei Minnesota Vikings per la prima volta in casa dal 1970.

## Roster
| Roster dei Green Bay Packers nel 1978 |
| --- |
| Quarterback - Lynn Dickey - David Whitehurst Running Back - Steve Atkins - Jim Culbreath - Sammy Johnson - Walt Landers - Terdell Middleton - Ricky Patton - Nate Simpson - Eric Torkelson Wide Receiver - Ron Cassidy - Bobby Kimball - James Lofton - Steve Odom - Aundra Thompson - Walter Tullis Tight End - Paul Coffman - John Thompson Offensive Linemen - Derrel Gofourth - Leotis Harris - Melvin Jackson - Greg Koch - Mark Koncar - Larry McCarren - Tim Stokes - Mike Wellman Defensive Linemen - Bob Barber - Mike Butler - Earl Edwards - Charles Johnson - Ezra Johnson - Terry Jones - Kit Lathrop - Casey Merrill Linebacker - John Anderson - Mike Douglass - Jim Gueno - Michael Hunt - Joe McLaughlin - Paul Rudzinski - Dave Simmons - Steve Stewart - Gary Weaver - Rich Wingo Defensive Back - Johnnie Gray - Estus Hood - Steve Luke - Mike McCoy - Henry Monroe - Howard Sampson - Wylie Turner - Steve Wagner Special Team - David Beverly P - Tom Birney K Lista delle riserve - Carl Barzilauskas DT (IR) - Eddie Lee Ivery RB (IR) - Chester Marcol K (IR) - Rick Nuzum C (IR) - Barty Smith RB (IR) |
| Legenda - I rookie sono in corsivo. - Il primo ruolo è il principale mentre gli eventuali successivi indicano i ruoli secondari. - (IR) sta per Injured Reserve ed indica la lista ristretta per un solo giocatore infortunato che può tornare ad allenarsi dopo la settimana 6 e a rientrare in prima squadra dopo che questa ha giocato 8 partite. - (NF-Inj.) / (NF-Ill.) stanno rispettivamente per Non-Football Injured e Non-Football Illness ed indicano le liste dove viene inserito un giocatore che ha un infortunio o una malattia non dipendente dal football americano. - (PUP) sta per Physically Unable to Perform ed indica la lista dove viene inserito un giocatore mentre è in attesa di recuperare la condizione fisica. Nella stagione regolare dopo la sesta partita giocata dalla propria squadra, il giocatore ha tempo tre settimane per riprendere ad allenarsi, più tre settimane aggiuntive dal suo rientro agli allenamenti per rientrare in prima squadra. |

## Calendario
| Stagione regolare |                         |               |                               |        |          |
| Turno             | Avversario              | Risultato     | Stadio                        | Record | Pubblico |
| 1                 | at Chicago Bears        | S 3–6         | Soldier Field                 | 0–1    | 56,515   |
| 2                 | New Orleans Saints      | V 28–19       | Milwaukee County Stadium      | 1–1    | 53,184   |
| 3                 | Tampa Bay Buccaneers    | S 21–10       | Lambeau Field                 | 1–2    | 55,498   |
| 4                 | at Minnesota Vikings    | S 27–21 (dts) | Metropolitan Stadium          | 1–3    | 46,524   |
| 5                 | New England Patriots    | V 27–14       | Lambeau Field                 | 2–3    | 52,842   |
| 6                 | at Atlanta Falcons      | S 7–25        | Atlanta–Fulton County Stadium | 2–4    | 56,184   |
| 7                 | Detroit Lions           | V 24–16       | Milwaukee County Stadium      | 3–4    | 53,930   |
| 8                 | at Tampa Bay Buccaneers | S 3–21        | Tampa Stadium                 | 3–5    | 67,186   |
| 9                 | at Miami Dolphins       | S 7–27        | Orange Bowl                   | 3–6    | 47,741   |
| 10                | New York Jets           | S 22–27       | Lambeau Field                 | 3–7    | 54,201   |
| 11                | Minnesota Vikings       | V 19–7        | Milwaukee County Stadium      | 4–7    | 52,706   |
| 12                | at Buffalo Bills        | S 12–19       | Rich Stadium                  | 4–8    | 39,679   |
| 13                | Philadelphia Eagles     | S 10–21       | Lambeau Field                 | 4–9    | 50,023   |
| 14                | at Washington Redskins  | S 21–38       | RFK Stadium                   | 4–10   | 51,682   |
| 15                | Chicago Bears           | S 14–15       | Lambeau Field                 | 4–11   | 54,207   |
| 16                | at Detroit Lions        | V 18–13       | Pontiac Silverdome            | 5–11   | 57,376   |

## Classifiche
| NFL Central             |    |    |   |      |     |      |     |     |     |
|                         | V  | S  | P | %    | DIV | CONF | PF  | PS  | STR |
| Tampa Bay Buccaneers(2) | 10 | 6  | 0 | .625 | 6–2 | 8–6  | 273 | 237 | V1  |
| Chicago Bears(5)        | 10 | 6  | 0 | .625 | 5–3 | 8–4  | 306 | 249 | V3  |
| Minnesota Vikings       | 7  | 9  | 0 | .438 | 5–3 | 6–6  | 259 | 337 | S1  |
| Green Bay Packers       | 5  | 11 | 0 | .313 | 3–5 | 4–8  | 246 | 316 | V1  |
| Detroit Lions           | 2  | 14 | 0 | .125 | 1–7 | 2–10 | 219 | 365 | S3  |